# Centro Médico Ziv
El Centro Médico Ziv (también llamado: Hospital Rebecca Sieff) (en hebreo: המרכז הרפואי זיו) es un hospital general ubicado en Safed, Israel, que sirve a los residentes de Safed, la Galilea y el norte del Golán. El hospital Ziv tiene 310 camas y sirve como un centro regional de traumatología en caso de accidentes, desastres naturales, ataques terroristas y guerra. También sirve como un hospital de enseñanza asociado con la escuela de medicina de la Universidad Bar-Ilan, que también se encuentra en Safed. El hospital también opera un centro de atención de urgencia en Kiryat Shmona. Entre los pacientes del hospital hay judíos, musulmanes, cristianos y drusos.
La sala de maternidad y la unidad de pediatría son los principales departamentos del hospital. En 2007, hubo 2.900 nacimientos (un promedio de 8 nacimientos por día) y 3.000 niños ingresaron a la unidad de pediatría. La UCI neonatal y el centro de desarrollo infantil ofrecen atención médica para bebés y niños junto con un equipo de payasos médicos. El departamento de accidentes y emergencias atendió a más de 60.000 pacientes en 2007 y su unidad de traumatología jugó un papel importante en la Guerra del Líbano de 2006. Durante la Guerra del Líbano de 2006, el hospital sufrió un impacto directo de un cohete que causó daños a la infraestructura, además de herir a cinco pacientes, dos médicos y dos miembros del personal.
Desde el estallido de la Guerra Civil Siria en enero de 2014, el hospital ha estado tratando a ciudadanos sirios heridos en la guerra. Se han invertido aproximadamente nueve millones de dólares estadounidenses para tratar a los refugiados sirios. Las Fuerzas de Defensa de Israel y el Gobierno israelí cubren dos tercios del costo, mientras que el otro tercio está cubierto por el propio hospital.
En 2014, Salman Zarka fue nombrado director general del hospital, en sustitución de su antiguo director Oscar Embon. Zarka, nacido en la Alta Galilea, es el primer ciudadano druso que dirige un hospital israelí.